# 6784 Bogatikov
6784 Bogatikov è un asteroide della fascia principale. Scoperto nel 1990, presenta un'orbita caratterizzata da un semiasse maggiore pari a 2,7946494 UA e da un'eccentricità di 0,1127585, inclinata di 5,11477° rispetto all'eclittica.